# Alternanță fonetică
În lingvistică, alternanța fonetică este un fenomen morfofonologic prin care radicalul unui cuvânt prezintă o variație în realizarea sa sonoră. Alternanța are loc între un sunet sau grup de sunete și alt sunet/grup de sunete, ori între acesta și lipsa lui, în cursul flexiunii sau cu ocazia derivării. Alternanța fonetică marchează singură sau asociată cu un afix categoriile morfologice ale cuvântului, adică numărul, genul, cazul, forma verbală etc., respectiv deosebește cuvântul derivat de cuvântul bază.
Sunetele sau grupurile de sunete care alternează sunt considerate uneori infixe, adică mijloace ale unei flexiuni, respectiv derivări numite interne. În limba engleză, de exemplu, infixe sunt vocalele cuvintelor sing (forma de bază a verbului „a cânta”) ~ sang (trecutul simplu al verbului) ~ sung (participiul verbului) ~ song (substantivul „cântec”).
Dacă o alternanță nu este asociată cu adăugarea vreunui afix, ca în exemplul precedent, atunci este numită independentă, iar dacă este cauzată de adăugarea unui afix, atunci este vorba de o alternanță condiționată, numită și combinatorie.
Alternanța poate avea loc între vocale, ca în exemplul de mai sus, între o vocală și o semivocală, între o vocală și un diftong, între doi diftongi, între o vocală și o consoană, între consoane sau grupuri de consoane, iar o alternanță vocalică se poate produce în același timp cu una consonantică. Sunt și cazuri în care un sunet sau un grup de sunete alternează cu zero.
Alternanțele sunt schimbări fonetice care au loc în starea la un moment dat a unei limbi. Unele există în virtutea unor schimbări istorice. În limba română, de exemplu, astfel este alternanța o ~ oa. Diftongul s-a format în cursul evoluției de la limba latină la română, schimbare condiționată de prezența unui a în silaba următoare, care a devenit ă, ex. porta > poartă. În română, schimbarea rămâne condiționată, prin urmare, dacă în silaba următoare nu mai este ă, diftongul revine la o: poartă ~ porți.
Alternanța fonetică, mai ales cea independentă, este caracteristică pentru limbile numite flexionare, dar cum tipurile de limbi nu sunt exclusive, se găsește și în limbi de alte tipuri.

## În câteva limbi flexionare

### În limba română
Româna se distinge printre limbile romanice prin sistemul ei complex de alternanțe. Ele pot fi:
- alternanțe vocalice:
  - vocală ~ vocală: fată ~ fete, fac ~ făcut, măr ~ meri, tânăr ~ tineri[2];
  - vocală ~ diftong: negru ~ neagră, scot ~ scoate[2];
  - vocală ~ zero: usuc ~ uscăm[1];
- între diftongi: băiat ~ băieți[1];
- alternanțe consonantice:
  - consoană ~ consoană: pot ~ poți, brad ~ brazi, urs ~ urși, plec ~ pleci ([k] ~ [t͡ʃ])[2];
  - consoană ~ zero: rămân ~ rămâi[1];
  - grup consonantic ~ grup consonantic: muscă ~ muște[2];
- alternanțe vocalice și consonantice concomitente: carte ~ cărți, toți ~ tuturor[2].

După numărul posibil de membri ai alternanțelor în cadrul unei paradigme, alternanțele pot fi bipartite (cele de mai sus) sau tripartite, ex. să vadă ~ văd ~ vede, port ~ poartă ~ purtăm, rămas ~ rămăsei ~ rămân.
Tendința românei actuale este de abandonare, în cazul împrumuturilor relativ recente, a sistemului de alternanțe. Cele cu alternanță (ex. lampă ~ lămpi, neg ~ neagă) sunt mult mai puțin numeroase decât cele fără alternanță: fabrică ~ fabrici, acceptă, invocă etc.

### În alte limbi
În limba franceză:
- alternanțe vocalice: répéter „a repeta” ~ il/elle répète „(el/ea) repetă”, il/elle peut „(el/ea) poate” ~ il/elle put „(el/ea) putu”[6];
- alternanțe vocală ~ semivocală: il/elle loue [lu] „(el/ea) închiriază” ~ nous louons [lwɔ̃] „închiriem”, il/elle tue [ty] „(el/ea) omoară” ~ nous tuons [tɥɔ̃], il/elle lie [li] „(el/ea) leagă” ~ nous lions [ljɔ̃] „legăm”[7];
- alternanță consonantică: neuf „nou” ~ neuve „nouă”[6];
- alternanțe consoană ~ zero: ils/elles battent „(ei/ele) bat” ~ il/elle bat „(el/ea) bate”, étudiante „studentă” ~ étudiant „student” (t final nu se pronunță în aceste cuvinte)[6].

În limba sârbă:
- alternanță consonantică: Srbija „Serbia” ~ srpski „sârbesc”;
- alternanță vocală ~ consoană: beo „alb” ~ bela „albă”, pepeo „cenușă” ~ pepela „al/a/ai/ale cenușii”;
- alternanță vocală ~ zero: borac „luptător” ~ borcu „luptătorului” (cazul dativ).

În limba germană: Haus „casă” ~ Häuser „case” ~ Häuschen „căsuță”.
În limba latină: facio „(eu) fac” ~ feci „făcui” ~ efficio „(eu) îndeplinesc”.
În limba spaniolă: hace „face” ~ hice „făcui” ~ hecho „făcut”.
În limba arabă: kitab „carte” ~ katib „scrib, scriitor” ~ kataba „a scris”.

## În limba maghiară
Deși este o limbă aglutinantă, există și în maghiară fenomene de alternanță asemănătoare cu unele de mai sus, dar numai de natură combinatorie.
Adăugarea unor sufixe provoacă în radical schimbarea cantității vocalei celei mai apropiate de sufix, de la lungă la scurtă. Exemple de alternanțe la adăugarea sufixului de plural: víz „apă” ~ vizek, tűz „foc” ~ tüzek, út „drum” ~ utak, szótő „rădăcină a cuvântului” ~ szótövek, ló „cal” ~ lovak. În cazul vocalelor á și é are loc pe lângă schimbarea cantității și cea a altor caracteristici: nyár [ɲaːr] „vară” ~ nyarak [ɲɒrɒk], kéz [keːz] „mână” ~ kezek [kɛzɛk].
Un fenomen mai general decât cel de mai sus privește vocalele a și e când sunt finale de radical sau sufix. Atunci, cu relativ multe sufixe, schimbarea este inversă: alma „măr” ~ almás „cu mere”, medve „urs” (nominativ) ~ medvét (acuzativ).
Există și alternanță vocală ~ zero, în cazul unor cuvinte: bokor „tufă” ~ bokrok „tufe”, fürödtem „m-am scăldat” ~ fürdik „se scaldă”, terem „sală” (nominativ) ~ termet (acuzativ), fekete „negru” ~ feketít „înnegrește”.
În unii radicali verbali există ca neregularități alternanță consonantică și alternanță consoană ~ zero, de exemplu eszünk „mâncăm” ~ ehet (radicalul e- + sufixul -het) „poate mânca” ~ evés „mâncare” (acțiunea).